# Dollfusentis bravoae
Dollfusentis bravoae is een soort in de taxonomische indeling van de Acanthocephala (haakwormen). De worm wordt meestal 1 tot 2 cm lang. Ze komen algemeen voor in het maag-darmstelsel van ongewervelden, vissen, amfibieën, vogels en zoogdieren.
De haakworm komt uit het geslacht Dollfusentis en behoort tot de familie Illiosentidae. Dollfusentis bravoae werd in 1976 beschreven door Guillermo Salgado-Maldonado.